# Agenda Parva
Agenda Parva egy 1622-ben Braunsbergben (ma: Braniewo, Lengyelország) megjelent, nagyobb részt latin nyelven íródott vallási könyv. A munka a Livóniában tevékenykedő katolikus papok számára készült, s a liturgiához szükséges mondatokat közli. A latin szöveg mellett terjedelmes lett, észt, lengyel és német szakaszokat is tartalmaz. A munkát az észt nyelv déli nyelvjárása egyik legkorábbi forrásának tekintik.

## Fordítás
- Ez a szócikk részben vagy egészben  az   Agenda Parva című angol Wikipédia-szócikk ezen változatának fordításán alapul.  Az eredeti cikk szerkesztőit annak laptörténete sorolja fel. Ez a jelzés csupán a megfogalmazás eredetét és a szerzői jogokat jelzi, nem szolgál a cikkben szereplő információk forrásmegjelöléseként.